# Taux d'investissement
 (signalé en mai 2025).
Si vous disposez d'ouvrages ou d'articles de référence ou si vous connaissez des sites web de qualité traitant du thème abordé ici, merci de compléter l'article en donnant les références utiles à sa vérifiabilité et en les liant à la section « Notes et références ».
- Archive Wikiwix
- Bing
- Cairn
- DuckDuckGo
- E. Universalis
- Gallica
- Google
- G. Books
- G. News
- G. Scholar
- Persée
- Qwant
- (zh) Baidu
- (ru) Yandex
- (wd) trouver des œuvres sur Wikidata

Le taux d'investissement est la part de l'investissement dans la valeur ajoutée. Il se calcule en divisant la formation brute de capital fixe (FBCF) par la valeur ajoutée :
Il permet les comparaisons internationales et temporaires (baisse, stagnation ou augmentation) contrairement au coefficient du capital (autre moyen de mesurer l'intensité capitalistique) qui n'est pas intéressant à l'échelle macroéconomique.
En France, ce taux était de l'ordre de 18 % à la fin des années 1990. En 2005, ce taux atteignait quasiment les 19,1 %. Ce taux reste nettement inférieur au taux de marge.
Il peut aussi être calculé en divisant la somme de la formation brute de capital fixe et de la variation de stock par la valeur ajoutée.